# Pipi i prijatelji otkrivaju svijet
Pipi i prijatelji otkrivaju svijet (eng. Peep and the Big Wide World) je američko-kanadska animirana serija. Autor je Kaj Pindal. Serija ima 5 sezona i sve skupa 60 epizoda od po 22 – 25 minuta.